# Горнолыжный курорт «Абали»
Горнолыжный курорт «Абали» (или «Аб Али» – перс.: پیست اسکی آبعلی, Pīst-e Eskī-ye Āb‘alī) — самый старый горнолыжный курорт Ирана. Основан в 1953 году. Является первой горнолыжной трассой Ирана, на которой были установлены механические (бугельные) подъемники. Склоны достаточно короткие и некрутые, подходят, в том числе, и для начинающих лыжников. Абали считается «базой», с которой начало развиваться горнолыжное движение Ирана и остальные иранские горнолыжные курорты. Самый ближний из склонов подходит к горе Демавенд.

## Инфраструктура
На склоне разграничены пять трасс, на каждой из которых установлены подъемники (как тросовые, так и гондольные). На курорте имеется лыжная школа с опытными инструкторами, травмпункт, место для совершения намаза (буквально через дорогу находится усыпальница Имамзаде Хашем), хостел и три ресторана.
Сезон катания длится со второй половины декабря до середины марта. Помимо горных лыж, посетители также катаются на сноубордах, тюбингах и санях. Несмотря на необходимость соблюдения исламских норм в одежде, женщинам достаточно зимней экипировки с покрытой головой, чтобы чувствовать себя свободно.
Абали является также круглогодичной туристической зоной с прохладным (для этих широт) летом. Здесь проложены пешие маршруты, существуют альпинистские тропы, термальные источники, теннисные корты, поле для верховой езды, оборудование для кайтинга и другие рекреационные возможности, что делает его уникальным круглогодичным центром притяжения туристов, что выгодно отличает его от других лыжных курортов Ирана.

## География
Курорт расположен вблизи городка Абали в 75 км к северо-востоку от Тегерана по шоссе Хараз (одна из дорог в северные провинции Ирана, к Каспийскому морю).
Высшая точка трассы: 2650 м над уровнем моря
Перепад высоты: 250 м
Высота расположения курорта: 2250 м над уровнем моря
Средняя глубина снега: 1-2 метра
Возможность катания в темное время суток: нет
Время работы курорта: 7.00-15.30
Парковка: есть. Оплачивается отдельно от входного билета.
Контакты: +98 77 19 85 39 или +98 9127270782

## Как добраться
Лучше всего – в рабочий для Ирана день на автомобиле из Тегерана. Время в пути – 60-80 мин. В выходные и праздники трафик весьма напряженный. Железнодорожной ветки нет, ближайший международный аэропорт – тегеранский им. Имама Хомейни.

## Крупные горнолыжные курорты недалеко от «Абали»
«Шемшак» (Тегеран) – 51 км
«Дарбандсар» (Тегеран) – 53 км
«Тучаль» (Тегеран) – 62 км
«Дизин» (Карадж) – 63 км. Самый крупный горнолыжный курорт Ирана. Один из первых в Иране, одобренный Международной федерацией лыжного спорта для проведения соревнований мирового уровня по зимним видам спорта.